# Lakkaiahnapalya, Koratagere
Lakkaiahnapalya là một làng thuộc tehsil Koratagere, huyện Tumkur, bang Karnataka, Ấn Độ.